# Deutsche Poolbillard-Meisterschaft 1978
Die Deutsche Poolbillard-Meisterschaft 1978 war die fünfte Austragung zur Ermittlung der nationalen Meistertitel der Herren in der Billardvariante Poolbillard. Sie wurde in Kamp-Lintfort ausgetragen.
Es wurden die Deutschen Meister in den Disziplinen 14/1 endlos, 8-Ball und 8-Ball-Pokal ermittelt.

## Medaillengewinner
| Disziplin    | Gold                                       | Silber                            | Bronze                          | 4. Platz                           |
| ------------ | ------------------------------------------ | --------------------------------- | ------------------------------- | ---------------------------------- |
| 14/1 endlos  | Waldemar Markert (BC Aschaffenburg)        | Peter Hilger (BCV Kaiserslautern) | Rainer Wolff (1. PBC Frankfurt) | Franz Krinner (BF Straubing)       |
| 8-Ball       | Rainer Wolff (1. PBC Frankfurt)            | Dieter Frambach (1. PBC Neuwerk)  | Klaus Wilms (PBC Iserlohn-Ost)  | Roland Soyka (1. PBC Düsseldorf)   |
| 8-Ball-Pokal | Roland Scholz (Schwarz-Blau Aschaffenburg) | Klaus Wilms (PBC Iserlohn-Ost)    | Heinz Calefice (1. PBC Neuwerk) | Peter Muhr (PBC Knickers Iserlohn) |